# Paris Adot
Paris Alejandro Adot Barandiaran (Pamplona, España, 26 de febrero de 1990) es un futbolista español que juega como defensa en el Algeciras C. F. de la Primera Federación.

## Trayectoria
Se formó en las categorías inferiores de la Sociedad Deportiva Lagunak. La temporada 2010-11 ficha por el Cádiz C. F. para jugar en su filial en Tercera División. Regresa a Navarra y pasa por U. D. Mutilvera, C. D. Izarra y Osasuna Promesas.
El pamplonés jugó en la temporada 2015-16 en el C. D. Tudelano, club al que llegó el verano anterior. Adot disputó 36 partidos, todos ellos como titular, vio 8 cartulinas amarillas y marcó cinco goles. En julio de 2016 firmó con el Real Murcia Club de Fútbol.
El 20 de enero de 2017 rescinde el contrato con el Real Murcia Club de Fútbol, el 31 de enero de 2017 fichó por el C. E. Sabadell. En la temporada 2018-19 jugó en las filas del C. D. Mirandés del Grupo II de Segunda División B, en el que se convirtió en indiscutible para el técnico Borja Jiménez, con el que disputó 42 partidos y marcó cuatro goles, uno de ellos en los playoff de ascenso.
Tras conseguir el ascenso a Segunda División en las filas del C. D. Mirandés, En julio de 2019, la A. D. Alcorcón lo contrató como refuerzo del lateral derecho por dos temporadas por la entidad alfarera. En 2020 rescindió su contrato y fichó por la S. D. Ponferradina.
Tras tres temporadas en Ponferrada, el 29 de junio de 2023 abonó su cláusula de rescisión y se marchó al R. C. Deportivo de La Coruña. En este equipo estuvo un año en el que jugó 28 partidos y contribuyó a lograr el ascenso a Segunda División. Tras su salida del club, fichó por el Algeciras C. F. en agosto de 2024.

## Clubes
| Club                   | País   | Año       |
| ---------------------- | ------ | --------- |
| Cádiz C. F. "B"        | España | 2010-2011 |
| U. D. Mutilvera        | España | 2011-2012 |
| C. D. Izarra           | España | 2012-2013 |
| C. A. Osasuna "B"      | España | 2013-2014 |
| C. D. Izarra           | España | 2014-2015 |
| C. D. Tudelano         | España | 2015-2016 |
| Real Murcia C. F.      | España | 2016-2017 |
| C. E. Sabadell         | España | 2017      |
| C. D. Mirandés         | España | 2017-2019 |
| A. D. Alcorcón         | España | 2019-2020 |
| S. D. Ponferradina     | España | 2020-2023 |
| Deportivo de La Coruña | España | 2023-2024 |
| Algeciras C. F.        | España | 2024-     |